# Aeroportul Unst
Aeroportul Unst (IATA: UNT, ICAO: EGPW) este un aeroport din Shetland, Scoția, Regatul Unit. Aeroportul a fost tranzitat în 2001 de 252 de pasageri. A fost numit după Unst⁠(d).
Situat la o altitudine de 19 m, aeroportul dispune de o singură pistă.